# Mädhouse
Mädhouse ist eine österreichische Glam-Metal-Band aus Wien.

## Geschichte
Mädhouse wurde 2017 von Gitarrist Mikky Stixx (ehemals Sänger von Before the Fall) sowie Gitarrist Freddie Heart (ehemals Blind Petition) und Bassist Ben Walker ins Leben gerufen. Mit Sänger Tommy Lovelace (ehemals Ecliptica) und Schlagzeuger Ken Shuri (Shirenc plays Pungent Stench) sowie dem Neuzugang am Bass Rickey Dee (ehemals Black Cage) formierte sich die Band zu einem angesagten Act des New Wave of Hair Metal. Nach zahlreichen Radioauftritten und Konzerten, unter anderem am Novarock und der Wiener Wiesn, erschien 2019 ihr Debütalbum Money Talks Bullshit Walks (Mars Music Productions).
Drummer Ken Shuri entschied sich, im Laufe der Aufnahmen zum zweiten Album, dazu die Band zu verlassen und sich anderen Projekten zu widmen. Im Dezember 2020 wechselte die Band zu dem griechischen Plattenlabel ROAR! Rock of Angels Records, das Mädhouse für einen Multi-Album-Deal unter Vertrag nahm. Nur wenige Tage darauf verließ Freddie Heart die Gruppe. Grund dafür waren interne Meinungsverschiedenheiten über die Zukunft der Band. Anfang Januar wurde bekannt, dass man mit Thommy Black und Casey Jean Eiszenman (ehemals Black Cage) zwei Neuzugänge gefunden habe.
Während den Promotion Arbeiten zum neuen Album wurde der Band unter anderem Sexismus und Drogenverherrlichung vorgeworfen, diese Vorwürfe wurden von der Band selbst abgetan. Um den Verkauf des Albums nicht zu gefährden, wurde ihnen jedoch nahegelegt den Albumtitel zu ändern. Am 23. April 2021 erschien das, wegen politisch inkorrekter Namensgebung, neu benannte Studioalbum (Bad Habits). Schon ein Jahr danach, im Juli 2022 veröffentlichte das Quintett ihr drittes Album (Down ’N’ Dirty).

## Stil
Ihr Musikstil ist von Hard-Rock- und Glam-Metal-Bands der achtziger Jahre wie Mötley Crüe, Skid Row, Guns N’ Roses oder Cinderella geprägt. Jedoch spielen Mädhouse einen moderneren, teilweise härteren Sound. Die Texte handeln großteils von Sex, Drugs & Rock N´ Roll.

## Diskografie
- 2019: Money Talks Bullshit Walks (Album, Mars Music Production; 2020 Wiederveröffentlichung bei ROAR! Rock of Angels Records)
- 2021: Bad Habits (Album, ROAR! Rock of Angels Records)
- 2022: Down ’N’ Dirty (Album, ROAR! Rock of Angels Records)
- 2025: Plead the 5th (Album, Reigning Phoenix Music/ROAR! Rock of Angels Records)